# Kobe Portopia Hotel
Kobe Portopia Hotel (яп. 神戸ポートピアホテル Кобэ хо-топиа хотэру) — 112-метровый и 31-этажный небоскреб, расположенный по адресу 6-10-1 Минатодзима, район Тюо, город Кобе, префектура Хёго, Япония. Здание было построено в 1981 году. Двадцать первый по высоте небоскрёб города Кобе и префектуры Хёго.